# Crozetia seguyi
Crozetia seguyi är en tvåvingeart som beskrevs av Beaucournu-saguez och Vernon 1990. Crozetia seguyi ingår i släktet Crozetia och familjen knott. Inga underarter finns listade i Catalogue of Life.